# Вимблдонски турнир
Првенство Вимблдона (енгл. The Championships, Wimbledon), обично се зове Вимблдон (енгл. Wimbledon) тениски је турнир који се сваке године организује у Вимблдону, Лондон, у сарадњи са Свеенглеским клубом за тенис на трави и крокет и Британском тениском асоцијацијом. Хронолошки је трећи од четири гренд слем турнира у календарској години – одржава се након Аустралијан опена и Ролан Гароса, а пре Ју-Ес опена. Представља најстарији тениски турнир на свету и сматра се најпрестижнијим у том спорту.
Први пут је одржан 1877. године, а мечеви се играју на спољним теренима са травнатом подлогом, што га чини јединим гренд слемом који се и даље игра на традиционалној трави. Такође је и једини велики турнир који задржава ноћни полицијски час из логистичких разлога — од 2009. године мечеви могу да се играју под рефлекторима до 23:00 часа по британском летњем времену.
Турнир се традиционално одржава у трајању од две недеље крајем јуна и почетком јула, почевши последњег понедељка у јуну или првог понедељка у јулу, а завршава се финалима у појединачној конкуренцији за даме и мушкарце током другог викенда. Сваке године се одржава пет главних такмичења, уз додатна јуниорска и ревијална надметања. Централни терен је 2009. године добио покретни кров како би се умањио губитак времена због кише. Кров на терену број 1 је почео са радом од 2019. године, када су уведена и многа друга побољшања, укључујући удобнија седишта, простор за загревање играча, сто и по десет самосталних камера по терену за снимање мечева.
Традиције Вимблдона укључују строго придржавање дрес кода у потпуно белој боји за такмичаре, као и покровитељство краљевске породице. Током турнира традиционално се конзумирају јагоде са павлаком, а у новије време и шампањац. За разлику од других турнира, оглашавање је сведено на минимум и ограничено на званичне партнере као што су Слезенџер и Rolex. Однос са компанијом Слезенџер представља најдуговечније спортско спонзорство у историји, јер од 1902. године испоручује лоптице за турнир.
Због пандемије ковида 19, Вимблдон 2020. године је отказан — први пут од Другог светског рата. 134. издање турнира одржано је од 28. јуна до 11. јула 2021. године. 135. издање одиграно је од 27. јуна до 10. јула 2022. године и први пут је било регуларног играња и недељом у средини турнира. То је такође обележило 100 година од отварања Централног терена. ATP, WTA и ITF нису додељивали бодове за ранг листу на овом турниру због спорне одлуке организатора да искључе играче из Русије и Белорусије.
Вимблдон 2025. године одржан је од 30. јуна до 13. јула. По први пут у 147 година дугој историји турнира, сви судије на линији замењени су електронским системом за одређивање аута. Турнир је обележила и историјска победа Британаца – Џулијан Кеш и Лојд Гласпул постали су први британски мушки дубл шампиони од 1936. године.

## Историјат

### Почеци
Свеенглески клуб за тенис на трави и крокет је основан 1868, првобитно „Свеенглески клуб за крикет“. Његов први терен био је код Ворпл улице у Вимблдону.
Године 1876. тенис на трави, игра коју је осмислио Волтер Клоптон Вингфилд око годину раније првобитно позната као „сферистика“, придодата је активностима клуба. У пролеће 1877, клуб је променио име у „Свеенглески клуб за тенис на трави и крикет“ и потврдио је ту промену имена покретањем првог шампионата у тенису на трави. Нови кодекс правила, који је заменио онај који је вршио Клуб за крикет Марлибен, осмишљен је поводом овог догађаја. Правила су слична данашњим, осим детаља попут висине мреже, стубова и удаљености сервис линије од мреже.
Први вимблдонски турнир почео је 9. јула 1877. године. Одржано је само такмичење за мушкарце у појединачној конкуренцији а победио је Спенсер Гор, бивши играч рекетима Харов школе, од укупно 22 учесника. Финалу је присуствовало око 200 гледалаца а улазница је износила један шилинг.
Травната поља била су смештена тако да је главни терен био у средини, док су други били смештени око њега, од тога потиче и име „централни терен“. Име је задржано када је клуб премештен 1922. на садашњу локацију код Черч пута, иако више није важила прича о његовом положају. Ипак, 1980. четири нова терена додељена су у комисију на северни део поседа, што је значило да је Централни терен још једном тачно дефинисан. На отварању новог терена бр. 1 1997. истакнут је овај опис.
До 1882, активност клуба је скоро искључиво била ограничена на тенис на трави и те године реч 'крикет' била је изузета из назива. Ипак, из сентименталних разлога, обновљена је 1899.
Од 1884. одржава се такмичење за жене у појединачној конкуренцији, као и за мушке парове. Парови за жене и мешовити парови такмиче се од 1913. године. До 1922, прошлогодишњи победник могао је да игра само финале против такмичара који би се квалификовао за финале. Као и на осталим гренд слем турнирима, на Вимблдону су се до 1968. такмичили најбоље рангирани аматерски играчи. Ниједан Британац није у појединачној конкуренцији победио од 1936, када је то учинио Фред Пери, све до 2013. и тријумфа Ендија Марија, док ниједна Британка није освојила турнир након Вирџиније Вејд 1977, иако су Анабел Крофт и Лора Робсон победиле на шампионату у конкуренцији за девојчице 1984, односно 2008. Први телевизијски пренос реализован је 1937.

### 21. век
Вимблдон се сматра главним тениским турниром па је приоритет клуба да сачува престиж који турнир има. С том намером 1993. представљен је дугорочни план у циљу побољшања услова за праћење и одигравање мечева.
Прва фаза (1994—1997) је завршена 1997, када је саграђен нови терен број 1 у Ејоранџи парку, и један нови медијски центар, две додатна травната терена и тунел испод брда који повезује Черч роуд и Самерсет роуд.
Друга фаза (1997—2009) подразумевала је отклањање комплекса терена број 1, како би се направио пут за нову Миленијум зграду, чиме би био обезбеђен велики простор за играче, штампу, званичнике и чланове, и проширење западне трибине централног терена за још 728 места.
Трећа фаза (2000—2011) завршена је изградњом улазне зграде, места за особље клуба, музеја, банке и билетарнице.
Нови покретни кров саграђен је за такмичење које је одржано 2009. године. Те године по први киша није одложила мечеве на Централном терену. Клуб је тестирао нови кров догађајем познатим као Прослава Централног терена у недељу, 17. маја 2009, на коме су пријатељске мечеве играли и Андре Агаси, Штефи Граф, Ким Клајстерс и Тим Хенман. Први меч у такмичењу који је у потпуности игран под новим кровом био је између Ендија Марија и Станисласа Вавринке 29. јуна 2009, у којем је победио Мари. Енди Мари је такође учествовао у мечу на Вимблдону, који је завршен у 11:02 победом против Маркоса Багдатиса на централном терену у трећем колу турнира из 2012. године. Финале из 2012. у конкуренцији мушкараца између Роџера Федерера и Марија било је прво финале играно под кровом, постављеним током трећег сета.
Нови терен број 2 са капацитетом од 4000 места саграђен је на месту старог терена број 13 за такмичење одржано 2009. године. Терен број 3 са 2000 места саграђен је на месту старијих терена број 2 и 3.

## Дешавања
Вимблдон се састоји од пет главних дешавања, пет јуниорских дешавања и пет уз позивницу.

### Главни догађаји
Пет главних догађаја, и број играча (или тимова у случају парова) су:
- Појединачно: мушкарци (128)
- Појединачно: жене (128)
- Пар: мушкарци (64)
- Пар: жене (64)
- Пар: мешовито (48)

### Јуниорски догађаји
Пет јуниорских догађаја и број играча или тимова су:
- Појединачно: дечаци (64)
- Појединачно: девојчице (64)
- Пар: дечаци (32)
- Пар: девојчице (32)
- Пар: онеспособљени (12)

Нема мешовитих парова на овом нивоу.

### Догађаји уз позивницу
Пет догађаја уз позивницу и број парова су:
- Парови: позвани мушкарци (8 парова разигравање)[16]
- Парови: старији позвани мушкарци (8 парова разигравање)[17]
- Парови: жене (8 парова разигравање)
- Парови: мушкарци у инвалидским колицима.[18]
- Парови: жене у инвалидским колицима. (4 пара)[18]

### Формати мечева
Мечеви за мушкарце појединачно или у пару играју се на пет сетова; сви други догађаји играју се на три сета. Тајбрејк се игра ако резултат достигне 6-6 у било ком сету осим у петом (ако се игра на пет сетова) или у трећем (на три сета), у том случају игра се на предност од два гема.
Сви догађаји су по принципу једне елиминације, осим за мушкарце, старије мушкарце и жене са позивницом који се играју по Бергеровом систему.
Све до 1922, победници такмичења од претходне године (осим за женске парове и мешовите парове) били су аутоматски пласирани у финале (тада познато изазовна рунда). Због тога су многи добитници задржавали титуле узастопним годинама, како су они могли да одмарају док су се њихови противници играли од почетка такмичења. Од 1922, победник из претходне године је требало да игра све рунде, као и други конкуренти.

## Рекорди
| Рекорд                                                                    | Период      | Тенисер(и) | Број | Година победе |
| ------------------------------------------------------------------------- | ----------- | --- | ---- | --- |
| Мушкарци од 1877.                                                         |             | |      | |
| Освајач највише титула у мушкој појединачној конкуренцији                 | Пре 1968:   | Вилијам Реншо | 7    | 1881–86, 1889. |
| Освајач највише титула у мушкој појединачној конкуренцији                 | Након 1968: | Роџер Федерер | 8    | 2003–2007, 2009, 2012, 2017. |
| Освајач највише титула у низу у мушкој појединачној конкуренцији          | Пре 1968:   | Вилијам Реншо (у његово време, победник претходног турнира играо је само у финалу. То је промењено 1922. године) | 6    | 1881–86. |
| Освајач највише титула у низу у мушкој појединачној конкуренцији          | Након 1968: | Бјерн Борг Роџер Федерер                                                                                         | 5    | 1976–80. 2003–07. |
| Освајач највише титула у конкуренцији мушких парова                       | Пре 1968:   | Реџиналд Доерти Лоренс Доерти                                                                                    | 8    | 1897–1901, 1903–05. |
| Освајач највише титула у конкуренцији мушких парова                       | Након 1968: | Тод Вудбриџ | 9    | 1993–97, 2000 (са Марком Вудфордом), 2002–04. (са Јонасом Бјоркманом)                                                                                              |
| Освајач највише титула у низу у конкуренцији мушких парова                | Пре 1968:   | Реџиналд Доерти Лоренс Доерти                                                                                    | 5    | 1897–1901. |
| Освајач највише титула у низу у конкуренцији мушких парова                | Након 1968: | Тод Вудбриџ Марк Вудфорд                                                                                         | 5    | 1993–97. |
| Освајач највише титула у конкуренцији мешовитих парова (мушкарци)         | Пре 1968:   | Кен Флечер Вик Сејшас                                                                                            | 4    | 1963, 1965, 1966, 1968. (са Маргарет Корт) 1953–56 (3 са Дорис Харт, 1 са Ширли Фрај Ирвин)                                                                        |
| Освајач највише титула у конкуренцији мешовитих парова (мушкарци)         | Након 1968: | Овен Дејвидсон Леандер Паес                                                                                      | 4    | 1967, 1971, 1973, 1974 (са Били Џин Кинг) 1999 (са Лисом Рејмонд, 2003 (са Мартином Навратиловом, 2010 (са Каром Блек), 2015. (са Мартином Хингис)                 |
| Освајач највише титула (укупно: појединачно, мушки и мешовити парови)     | Пре 1968:   | Лоренс Доерти | 13   | 1897–1906. (5 појединачно, 8 мушки парови) |
| Освајач највише титула (укупно: појединачно, мушки и мешовити парови)     | Након 1968: | Тод Вудбриџ | 10   | 1993–2004. (9 мушки парови, 1 мешовити парови) |
| Жене од 1884.                                                             |             | |      | |
| Освајачица највише титула у женској појединачној конкуренцији             | Пре 1968:   | Хелен Вилс | 8    | 1927–30, 1932, 1933, 1935, 1938. |
| Освајачица највише титула у женској појединачној конкуренцији             | Након 1968: | / Мартина Навратилова                                                                                            | 9    | 1978, 1979, 1982–1987, 1990. |
| Освајачица највише титула у низу у женској појединачној конкуренцији      | Пре 1968:   | Сизан Ланглан | 5    | 1919–1923. |
| Освајачица највише титула у низу у женској појединачној конкуренцији      | Након 1968: | / Мартина Навратилова                                                                                            | 6    | 1982–1987. |
| Освајачица највише титула у конкуренцији женских парова                   | Пре 1968:   | Елизабет Рајан                                                                                                   | 12   | 1914 (са Агатом Мортон), 1919–23, 1925 (са Сизан Ланглан), 1926 (са Мери Браун), 1927, 1930 (са Хелен Вилс), 1933, 1934. (са Симон Матје)                          |
| Освајачица највише титула у конкуренцији женских парова                   | Након 1968: | / Мартина Навратилова                                                                                            | 7    | 1976 (са Крис Еверт), 1979 (са Били Џин Кинг), 1981–84, 1986. (са Пем Шрајвер)                                                                                     |
| Освајачица највише титула у конкуренцији женских парова                   | У обе ере:  | Били Џин Кинг | 10   | 1961, 1962 (са Карен Хенц Сасмен), 1965 (са Маријом Буено), 1967, 1968, 1970, 1971, 1973 (са Роузи Касалс), 1972 (са Бети Стоув), 1979. (са Мартином Навратиловом) |
| Освајачица највише титула у низу у конкуренцији женских парова            | Пре 1968:   | Сизан Ланглан Елизабет Рајан                                                                                     | 5    | 1919–23. |
| Освајачица највише титула у низу у конкуренцији женских парова            | Након 1968: | / Мартина Навратилова Пем Шрајвер / Наташа Зверева                                                               | 4    | 1981–84. 1991 (са Ларисом Нејланд), 1992–94. (са Ђиђи Фернандез)                                                                                                   |
| Освајач највише титула у конкуренцији мешовитих парова (жене)             | Пре 1968:   | Елизабет Рајан                                                                                                   | 7    | 1919, 1921, 1923 (са Рандолфом Лисетом), 1927 (са Френком Хантером), 1928 (са Патриком Спенсом), 1930 (са Џеком Крафордом), 1932. (са Енрикеом Мајером)            |
| Освајач највише титула у конкуренцији мешовитих парова (жене)             | Након 1968: | / Мартина Навратилова                                                                                            | 4    | 1985 (са Полом Макнамијем), 1993 (са Марком Вудфордом), 1995 (са Џонатаном Старком), 2003. (са Леандером Паесом)                                                   |
| Освајачица највише титула (укупно: појединачно, женски и мешовити парови) | Пре 1968:   | Елизабет Рајан                                                                                                   | 19   | 1914–1934. (12 појединачно, 7 мешовити парови) |
| Освајачица највише титула (укупно: појединачно, женски и мешовити парови) | Након 1968: | / Мартина Навратилова                                                                                            | 20   | 1976–2003. (9 појединачно, 7 женски парови, 4 мешовити парови) |
| Освајачица највише титула (укупно: појединачно, женски и мешовити парови) | У обе ере:  | Били Џин Кинг | 20   | 1961–1979. (6 појединачно, 10 женски парови, 4 мешовити парови) |

| Рекорд                                                  | Рекорд                                                  | Тенисер(и)                                                            | Број                       | Година                                                                              |
| ------------------------------------------------------- | ------------------------------------------------------- | --------------------------------------------------------------------- | -------------------------- | ----------------------------------------------------------------------------------- |
| Највише добијених мечева (мушкарци)                     | Највише добијених мечева (мушкарци)                     | Роџер Федерер                                                         | 95                         | 1999–2019. (опен ера)                                                               |
| Највише добијених мечева (жене)                         | Највише добијених мечева (жене)                         | / Мартина Навратилова                                                 | 120                        | 1973–1994, 2004. (опен ера)                                                         |
| Најбољи проценат победа (мушкарци)                      | Најбољи проценат победа (мушкарци)                      | Бјерн Борг                                                            | 92,72% (51:4)              | 1973–1981. (опен ера)                                                               |
| Најбољи проценат победа (жене)                          | Најбољи проценат победа (жене)                          | Штефи Граф                                                            | 90,36% (75:8)              | 1984–1999. (опен ера)                                                               |
| Освојена титула без изгубљеног сета (мушкарци)          | Освојена титула без изгубљеног сета (мушкарци)          | Френк Хедоу Дон Баџ Тони Траберт Чак Макинли Бјерн Борг Роџер Федерер | 18:0 21:0 20:0             | 1878. 1938. 1955. 1963. 1976. 2017.                                                 |
| Највише добијених гемова у финалу                       | Највише добијених гемова у финалу                       | Енди Родик                                                            | 39                         | 2009.                                                                               |
| Највише одиграних мечева (мушкарци)                     | Највише одиграних мечева (мушкарци)                     | Жан Боротра                                                           | 223                        |                                                                                     |
| Највише узастопних учешћа на турниру (мушкарци)         | Највише узастопних учешћа на турниру (мушкарци)         | Артур Гор                                                             | 30                         | 1888–1922.                                                                          |
| Највише одиграних мечева (жене)                         | Највише одиграних мечева (жене)                         | / Мартина Навратилова                                                 | 326                        |                                                                                     |
| Највише узастопних учешћа на турниру (жене)             | Највише узастопних учешћа на турниру (жене)             | Вирџинија Вејд                                                        | 26                         | 1960–1985.                                                                          |
| Највише пораза у финалима (мушкарци или жене)           | Највише пораза у финалима (мушкарци или жене)           | Бланш Бингли Хилард Крис Еверт                                        | 7                          | 1885, 1887, 1888, 1891, 1892, 1893, 1901. 1973, 1978, 1979, 1980, 1982, 1984, 1985. |
| Најниже рангирани победник (мушкарци или жене)          | Најниже рангирани победник (мушкарци или жене)          | Горан Иванишевић                                                      | 125. позиција              | 2001.                                                                               |
| Победник са позивницом организатора (мушкарци или жене) | Победник са позивницом организатора (мушкарци или жене) | Горан Иванишевић                                                      |                            | 2001.                                                                               |
| Најниже рангирана победница                             | Најниже рангирана победница                             | Винус Вилијамс                                                        | 31. позиција (23. носилац) |                                                                                     |
| Најмлађи победник                                       | Најмлађи победник                                       | Борис Бекер                                                           | 17 година, 227 дана        | 1985.                                                                               |
| Најмлађа победница (појединачно)                        | Најмлађа победница (појединачно)                        | Лоти Дод                                                              | 15 година, 285 дана        | 1887.                                                                               |
| Најмлађа победница (женски парови)                      | Најмлађа победница (женски парови)                      | Мартина Хингис                                                        | 15 година, 282 дана        | 1996.                                                                               |
| Најстарији победник                                     | Најстарији победник                                     | Артур Гор                                                             | 41 година, 182 дана        | 1909.                                                                               |
| Победници и у јуниорској и у сениорској конкуренцији    | Победници и у јуниорској и у сениорској конкуренцији    | Бјерн Борг Пет Кеш Стефан Едберг Роџер Федерер                        | 1972. 1982. 1983. 1998.    | 1976–80. 1987. 1988, 1990. 2003–07, 2009, 2012, 2017.                               |
| Победнице и у јуниорској и у сениорској конкуренцији    | Победнице и у јуниорској и у сениорској конкуренцији    | Карен Ханц Сусман Ен Хејдон Мартина Хингис Амели Моресмо              | 1960. 1956. 1994. 1996.    | 1962. 1969. (под венчаним презименом Џоунс) 1997. 2006.                             |
| Најдуже мушко финале (по времену)                       | Најдуже мушко финале (по времену)                       | Новак Ђоковић и Роџер Федерер                                         | 4 сата, 57 минута          | 2019.                                                                               |
| Најдужи мушки меч (по времену)                          | Најдужи мушки меч (по времену)                          | Џон Изнер и Никола Маи                                                | 11 сати, 5 минута          | 2010.                                                                               |
| Најдуже мушко финале (по гемовима)                      | Најдуже мушко финале (по гемовима)                      | Роџер Федерер и Енди Родик                                            | 77 гемова                  | 2009.                                                                               |
| Најдужи мушки меч (по гемовима)                         | Најдужи мушки меч (по гемовима)                         | Џон Изнер и Никола Маи                                                | 183 гема                   | 2010.                                                                               |
| Најдуже женско финале (по времену)                      | Најдуже женско финале (по времену)                      | Линдси Давенпорт и Винус Вилијамс                                     | 2 сата, 45 минута          | 2005.                                                                               |
| Најдужи женски меч (по времену)                         | Најдужи женски меч (по времену)                         | Чанда Рубин и Патриша Хи-Буле                                         | 3 сата, 45 минута          | 1995.                                                                               |
| Најдуже женско финале (по гемовима)                     | Најдуже женско финале (по гемовима)                     | Маргарет Корт и Били Џин Кинг                                         | 46 гемова                  | 1970.                                                                               |
| Добијен сет без изгубљеног поена (златни сет)           | Добијен сет без изгубљеног поена (златни сет)           | Јарослава Шведова (3. коло, противница С. Ерани, први сет)            | 15 минута                  | 2012.                                                                               |

## Досадашњи победници (појединачна конкуренција)
Представљени су само победници од 1968. За потпунији списак видети: мушкарци и жене појединачно.
| Година | Мушкарци                              | Жене                                  |
| 1968.  | Род Лејвер                            | Били Џин Кинг                         |
| 1969.  | Род Лејвер (2)                        | Ен Хејдон Џоунс                       |
| 1970.  | Џон Њуком                             | Маргарет Смит Корт                    |
| 1971.  | Џон Њуком (2)                         | Ивон Гулагонг                         |
| 1972.  | Стен Смит                             | Били Џин Кинг (2)                     |
| 1973.  | Јан Кодеш                             | Били Џин Кинг (3)                     |
| 1974.  | Џими Конорс                           | Крис Еверт                            |
| 1975.  | Артур Еш                              | Били Џин Кинг (4)                     |
| 1976.  | Бјерн Борг                            | Крис Еверт (2)                        |
| 1977.  | Бјерн Борг (2)                        | Вирџинија Вејд                        |
| 1978.  | Бјерн Борг (3)                        | Мартина Навратилова                   |
| 1979.  | Бјерн Борг (4)                        | Мартина Навратилова (2)               |
| 1980.  | Бјерн Борг (5)                        | Ивон Гулагонг Коли (2)                |
| 1981.  | Џон Макенро                           | Крис Еверт Лојд (3)                   |
| 1982.  | Џими Конорс (2)                       | Мартина Навратилова (3)               |
| 1983.  | Џон Макенро (2)                       | Мартина Навратилова (4)               |
| 1984.  | Џон Макенро (3)                       | Мартина Навратилова (5)               |
| 1985.  | Борис Бекер                           | Мартина Навратилова (6)               |
| 1986.  | Борис Бекер (2)                       | Мартина Навратилова (7)               |
| 1987.  | Пет Кеш                               | Мартина Навратилова (8)               |
| 1988.  | Стефан Едберг                         | Штефи Граф                            |
| 1989.  | Борис Бекер (3)                       | Штефи Граф (2)                        |
| 1990.  | Стефан Едберг (2)                     | Мартина Навратилова (9)               |
| 1991.  | Михаел Штих                           | Штефи Граф (3)                        |
| 1992.  | Андре Агаси                           | Штефи Граф (4)                        |
| 1993.  | Пит Сампрас                           | Штефи Граф (5)                        |
| 1994.  | Пит Сампрас (2)                       | Кончита Мартинез                      |
| 1995.  | Пит Сампрас (3)                       | Штефи Граф (6)                        |
| 1996.  | Рихард Крајичек                       | Штефи Граф (7)                        |
| 1997.  | Пит Сампрас (4)                       | Мартина Хингис                        |
| 1998.  | Пит Сампрас (5)                       | Јана Новотна                          |
| 1999.  | Пит Сампрас (6)                       | Линдси Давенпорт                      |
| 2000.  | Пит Сампрас (7)                       | Винус Вилијамс                        |
| 2001.  | Горан Иванишевић                      | Винус Вилијамс (2)                    |
| 2002.  | Лејтон Хјуит                          | Серена Вилијамс                       |
| 2003.  | Роџер Федерер                         | Серена Вилијамс (2)                   |
| 2004.  | Роџер Федерер (2)                     | Марија Шарапова                       |
| 2005.  | Роџер Федерер (3)                     | Винус Вилијамс (3)                    |
| 2006.  | Роџер Федерер (4)                     | Амели Моресмо                         |
| 2007.  | Роџер Федерер (5)                     | Винус Вилијамс (4)                    |
| 2008.  | Рафаел Надал                          | Винус Вилијамс (5)                    |
| 2009.  | Роџер Федерер (6)                     | Серена Вилијамс (3)                   |
| 2010.  | Рафаел Надал (2)                      | Серена Вилијамс (4)                   |
| 2011.  | Новак Ђоковић                         | Петра Квитова                         |
| 2012.  | Роџер Федерер (7)                     | Серена Вилијамс (5)                   |
| 2013.  | Енди Мари                             | Марион Бартоли                        |
| 2014.  | Новак Ђоковић (2)                     | Петра Квитова (2)                     |
| 2015.  | Новак Ђоковић (3)                     | Серена Вилијамс (6)                   |
| 2016.  | Енди Мари (2)                         | Серена Вилијамс (7)                   |
| 2017.  | Роџер Федерер (8)                     | Гарбиње Мугуруза                      |
| 2018.  | Новак Ђоковић (4)                     | Анџелик Кербер                        |
| 2019.  | Новак Ђоковић (5)                     | Симона Халеп                          |
| 2020.  | није играно — пандемија вируса корона | није играно — пандемија вируса корона |
| 2021.  | Новак Ђоковић (6)                     | Ешли Барти                            |
| 2022.  | Новак Ђоковић (7)                     | Јелена Рибакина                       |
| 2023.  | Карлос Алкараз                        | Маркета Вондроушова                   |
| 2024.  | Карлос Алкараз (2)                    | Барбора Крејчикова                    |
| 2025.  | Јаник Синер                           | Ига Швјонтек                          |